# Berruguete (Madrid)
Berruguete és un barri del districte de Tetuán, a Madrid. Limita al nord amb el barri de Valdeacederas, al sud amb Bellas Vistas, a l'est amb Castillejos i Cuatro Caminos i a l'oest amb Valdezarza (Fuencarral-El Pardo). Està delimitat pels carrers de Francos Rodríguez, Ofelia Nieto, Marqués de Viana, Bravo Murillo i Lope de Haro.